# Josef Hirtreiter

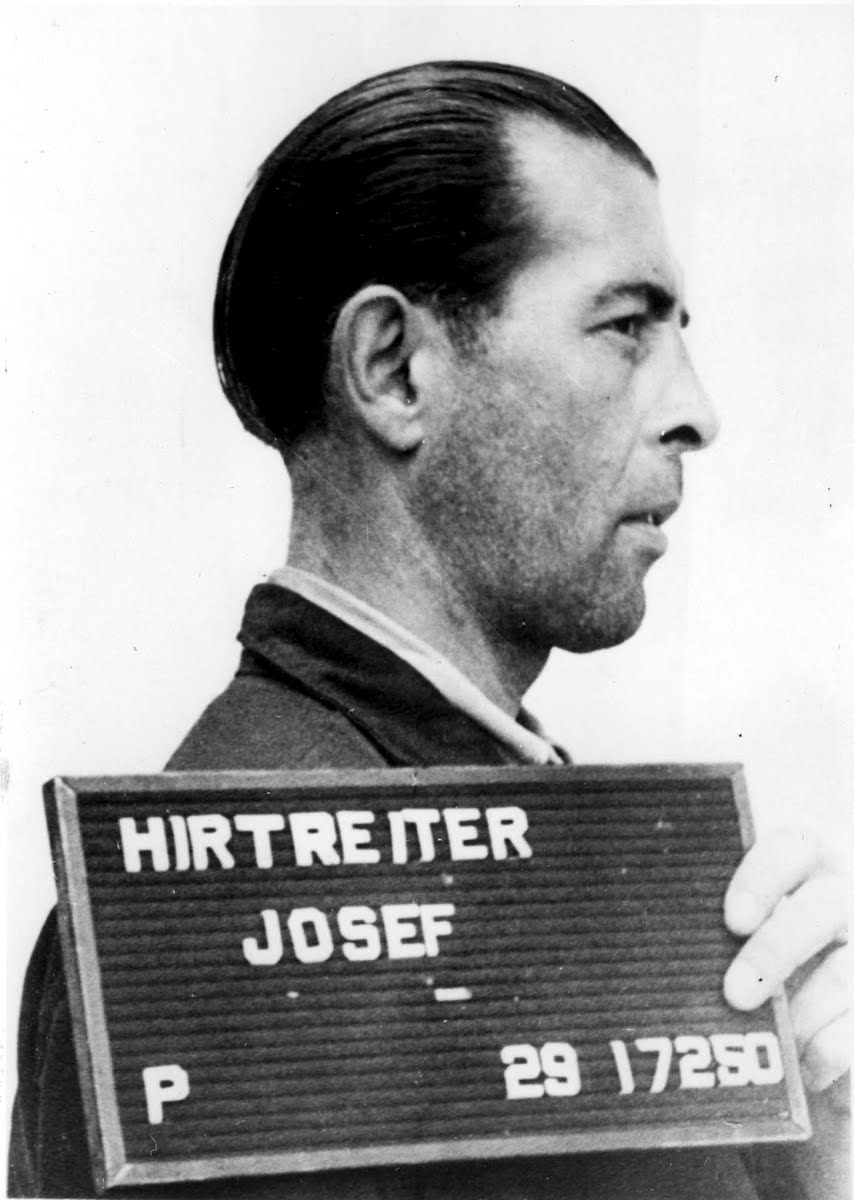
Josef Hirtreiter

Josef Hirtreiter, genannt Sepp Hirtreiter,  (* 1. Februar 1909 in Bruchsal; † 27. November 1978 in Frankfurt am Main) war ein deutscher SS-Scharführer und an der Aktion T4 sowie der Aktion Reinhardt im Vernichtungslager Treblinka beteiligt. Wegen seiner im Vernichtungslager Treblinka begangenen Verbrechen wurde Hirtreiter am 3. März 1951 im ersten Treblinka-Prozess zu lebenslänglichem Zuchthaus verurteilt.

## Leben
Hirtreiter brach nach seiner Schullaufbahn eine Schlosserlehre ab. Er arbeitete danach als ungelernter Arbeiter, Bauarbeiter und Maurer. Im August 1932 wurde Hirtreiter Mitglied der SA und zum 1. September 1932 trat er der NSDAP bei (Mitgliedsnummer 1.323.567). Ab Oktober 1940 war er in der NS-Tötungsanstalt Hadamar eingesetzt, wo er seinen späteren Aussagen zufolge Tätigkeiten im Büro und der Küche verrichtete. Im Sommer 1942 wurde er kurzzeitig zur Wehrmacht einberufen, jedoch bereits nach vier Wochen wieder nach Hadamar zurückversetzt. Durch die Berliner Zentrale der Aktion T4 wurde er nach Lublin beordert. Von dort erfolgte im August 1942 seine Versetzung in das Vernichtungslager Treblinka, wo er bis zum Oktober 1943 eingesetzt war. Hirtreiters Aufgabe in Treblinka umfasste die Überwachung der Entkleidung der jüdischen Opfer. Nach dem Entkleidungsvorgang war er auch an deren Vergasung beteiligt, indem er die Juden durch den Schlauch in die Gaskammer trieb.
Nach Beendigung der Aktion Reinhardt wurde Hirtreiter Ende Oktober 1943, wie auch der Großteil des Personals der Aktion Reinhardt, zur Operationszone Adriatisches Küstenland nach Triest versetzt. Hier war er Angehöriger der Sonderabteilung Einsatz R, die der Judenvernichtung, der Konfiszierung jüdischen Vermögens und der Partisanenbekämpfung diente.
Nach dem Ende des Zweiten Weltkrieges wurde er nach polizeilichen Ermittlungen am 2. Juli 1946 zum Tatkomplex Euthanasieverbrechen in Hadamar festgenommen. Obwohl Hirtreiter bezüglich seiner Tätigkeiten in der Tötungsanstalt Hadamar keine Verbrechen nachgewiesen werden konnten, gab er während der Vernehmungen nach wenigen Tagen zu, in einem Lager namens Malkinia tätig gewesen zu sein. Ab September 1946 war er im Internierungslager Darmstadt inhaftiert. Nach Ermittlungen wurde Malkinia als das Vernichtungslager Treblinka identifiziert und Hirtreiter wegen seiner dortigen Verbrechen vor dem Schwurgericht Frankfurt am Main angeklagt. Der Verfahrensgegenstand umfasste seine Teilnahme an der Massentötung von Juden sowie die Erschießung jüdischer Häftlinge und die Tötung von Kleinkindern. Am 3. März 1951 wurde Hirtreiter wegen seiner in Treblinka begangenen Verbrechen zu lebenslangem Zuchthaus verurteilt.
„Das Gericht sieht es als erwiesen an, dass Hirtreiter mindestens zehn Menschen, darunter auch Kleinkinder, eigenmächtig tötete. Darüber hinaus stellt das Schwurgericht die Beteiligung Hirtreiters an der Vergasung von Menschen während seines Einsatzes in Treblinka fest. Zwar könne ihm nicht nachgewiesen werden, dass er direkt am Tötungsvorgang in der Todeszone mitwirkte, jedoch sei sein Tun im Zusammenhang mit der Entkleidung der Opfer mitursächlich für deren Tötung gewesen. Hirtreiter habe dabei auch die Tötung der Juden selbst gewollt und mithin als Mittäter und nicht nur als Gehilfe gehandelt. Dies ergebe sich daraus, dass sein Gesamtverhalten in Treblinka nur den Schluss zulasse, dass er sich die Ideologie, die zur Errichtung von Treblinka führte, d. h. die Ansicht, Juden seinen minderwertige Volksfeinde, deren Ausrottung unumgänglich sei, zu eigen machte und die Tötung der Juden als richtig erachtete. Dabei habe Hirtreiter sowohl anlässlich seiner Mitwirkung an den Massentötungen als auch bei seinen Einzeltaten Mordmerkmale des § 211 StGB verwirklicht. Zunächst sieht das Gericht das Mordmerkmal der ‚sonstigen niedrigen Beweggründe‘ als gegeben an, da die Vernichtung von Menschen alleine aus ideologischer Zweckmäßigkeit und in Kenntnis deren Schuldlosigkeit als besonders verachtenswert eingestuft werden müsse. Darüber hinaus habe Hirtreiter auch grausam und heimtückisch gehandelt, zumal er an der Täuschung der Opfer in Treblinka über deren Schicksal durch sein Tun bei der Überwachung der Entkleidung selbst mitgewirkt habe.“
Die Haftzeit verbüßte Hirtreiter in der Justizvollzugsanstalt Butzbach. Krankheitsbedingt wurde Hirtreiter 1977 aus der Haft entlassen. Hirtreiter lebte zuletzt in einem Altersheim in Frankfurt am Main.